# Ізяслав

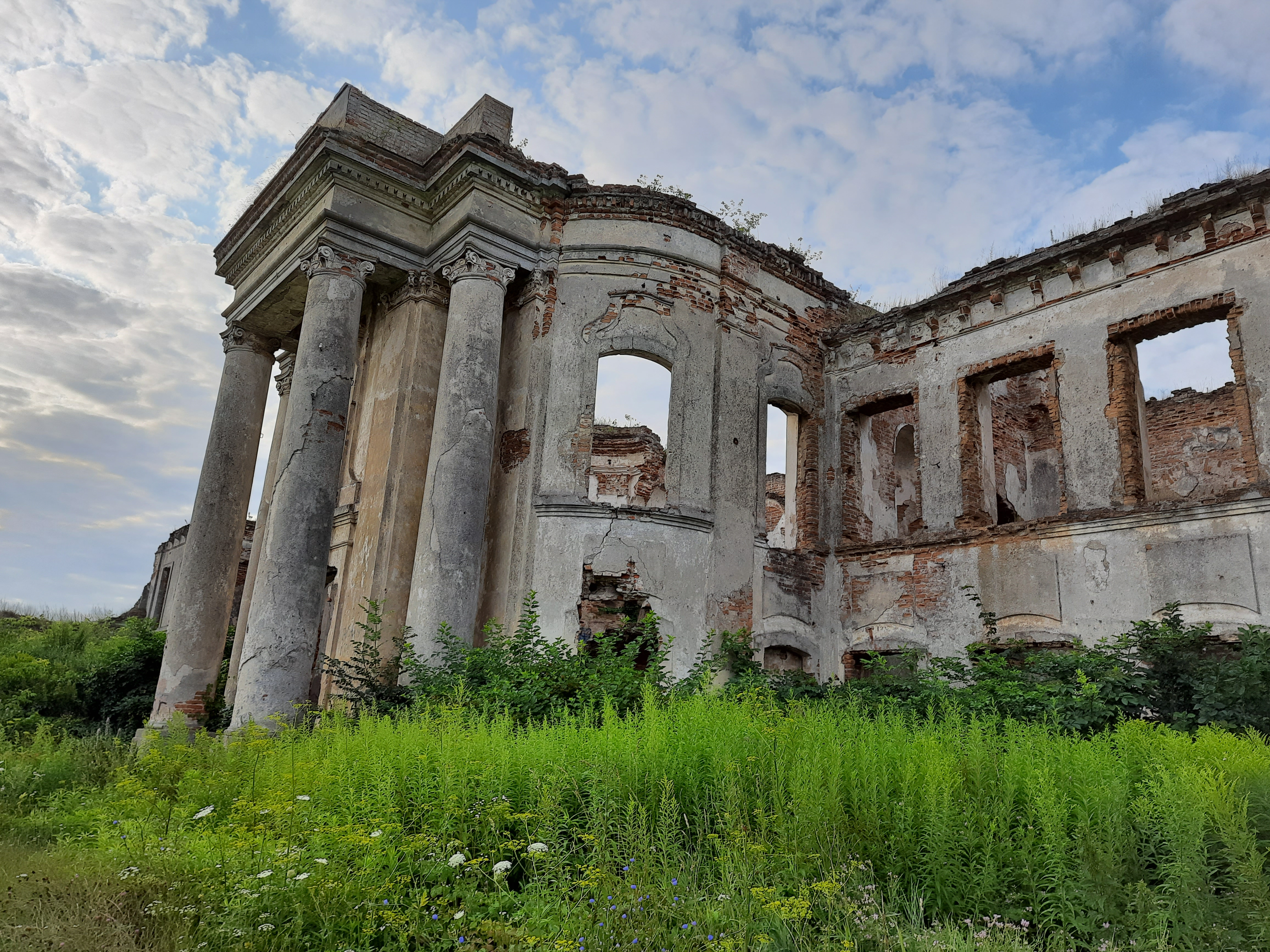
Руїни палацу князів Сангушків

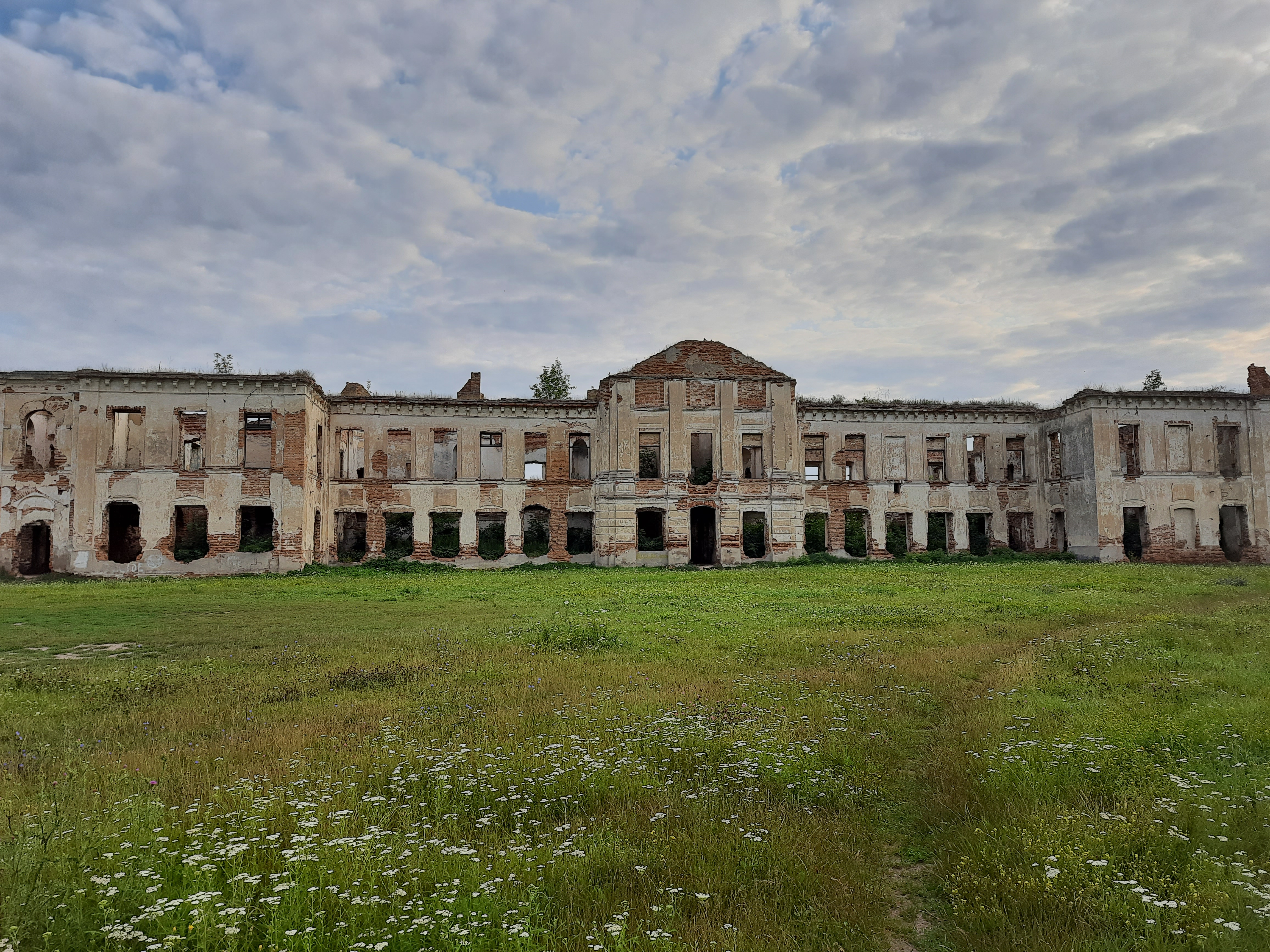
Палац князів Сангушків

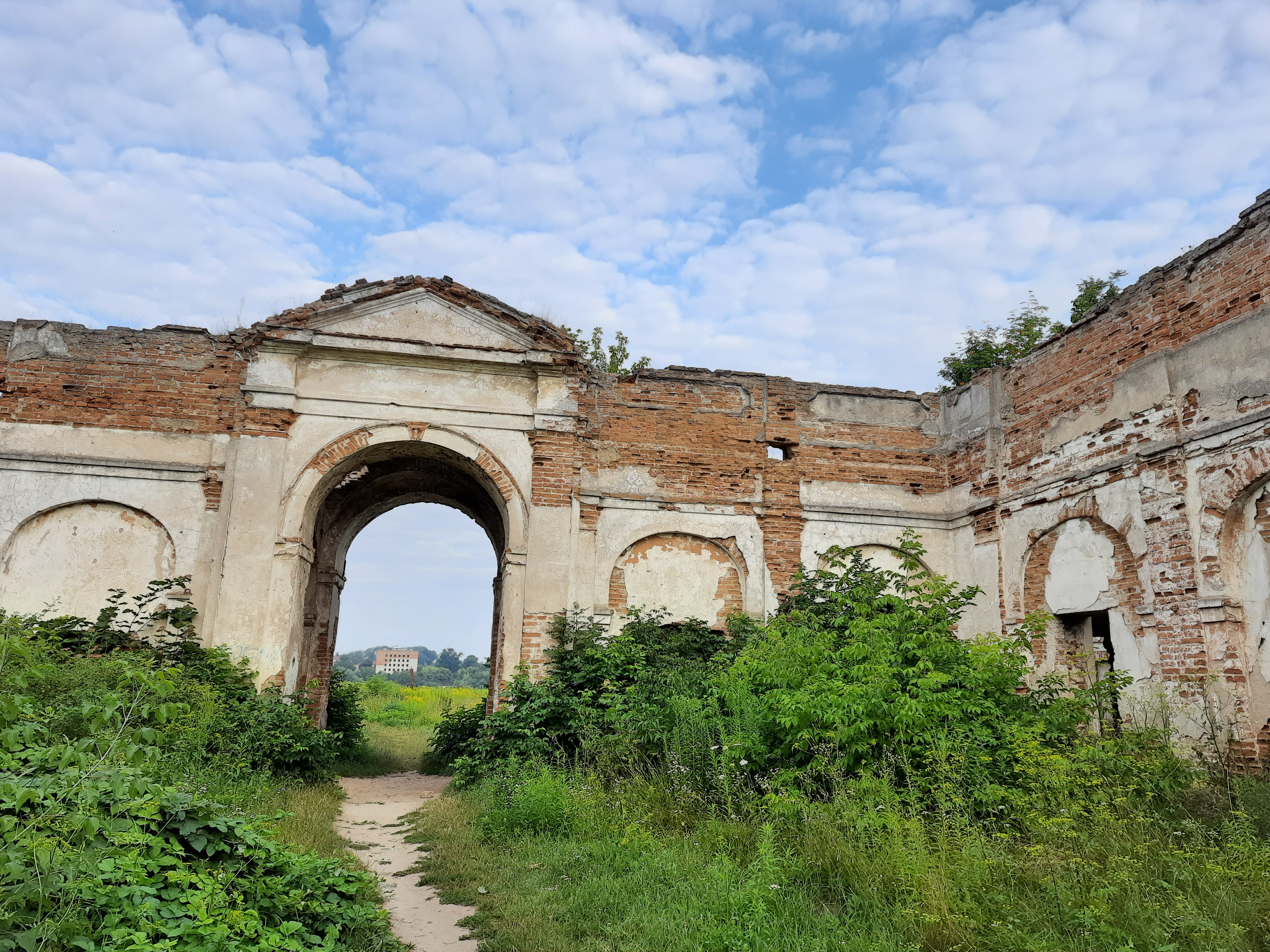
Дворик з аркадами

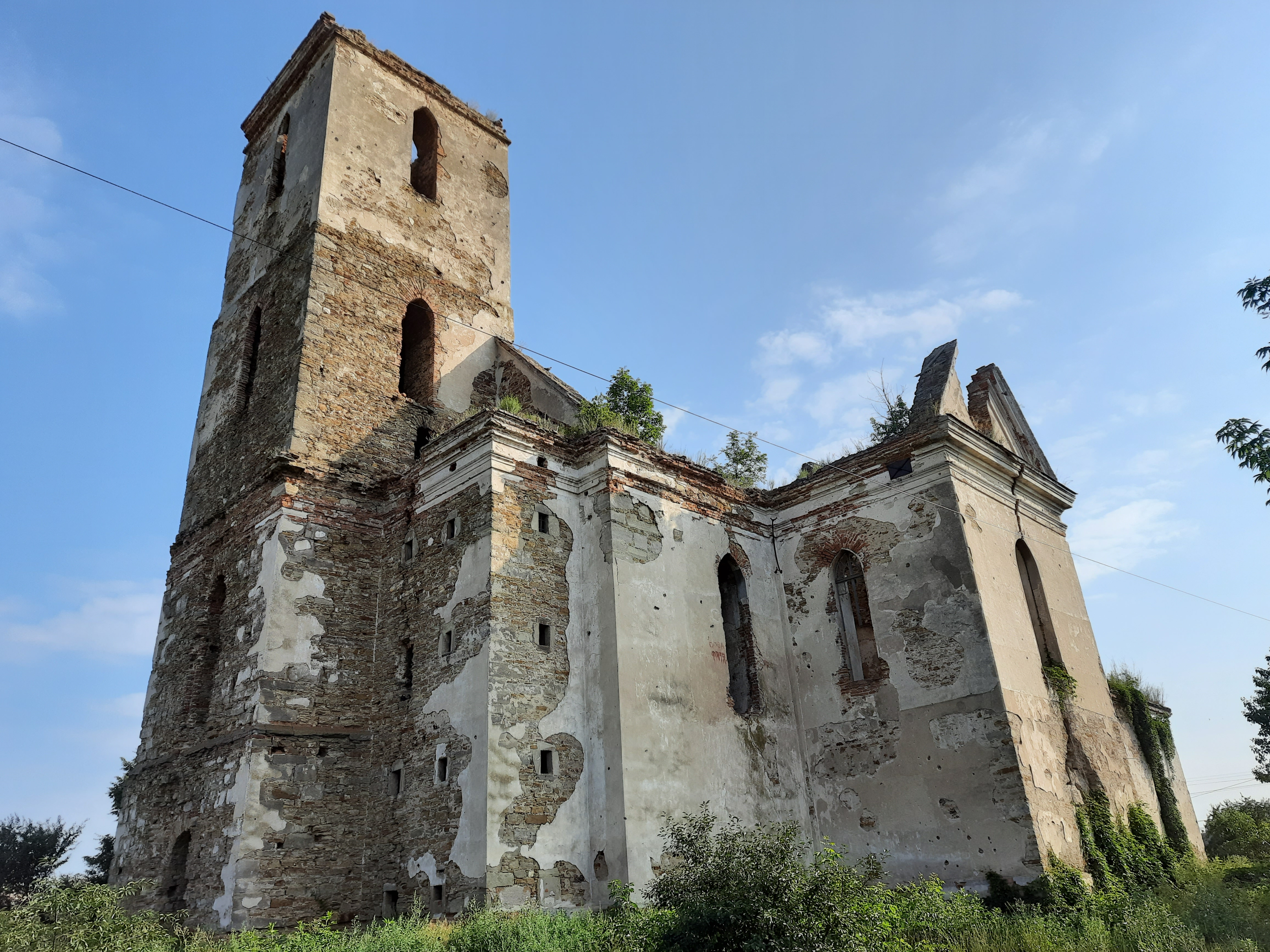
Кафедральний костел Святого Йоана Хрестителя

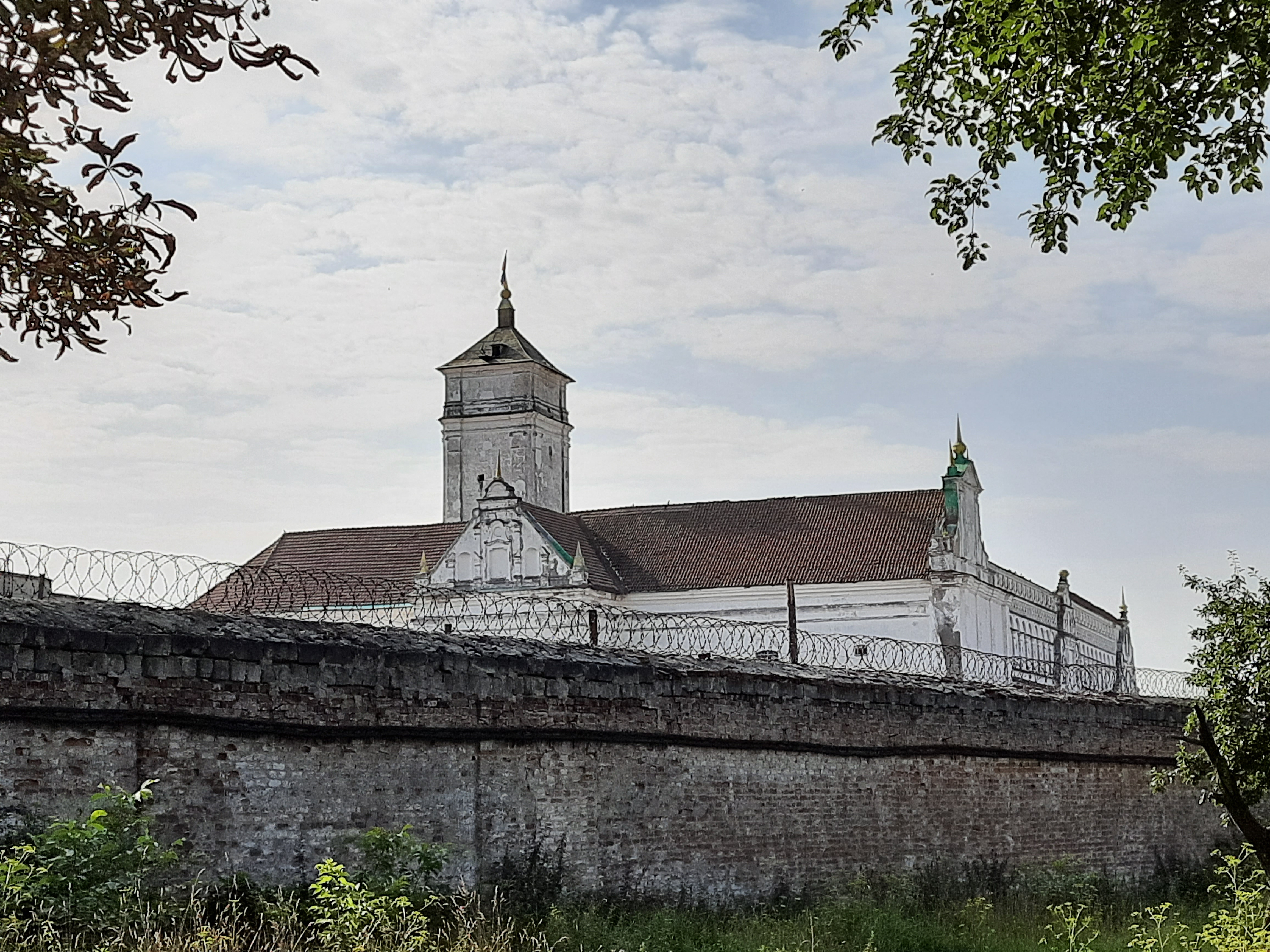
Костел Святого Михайла та монастир бернардинів

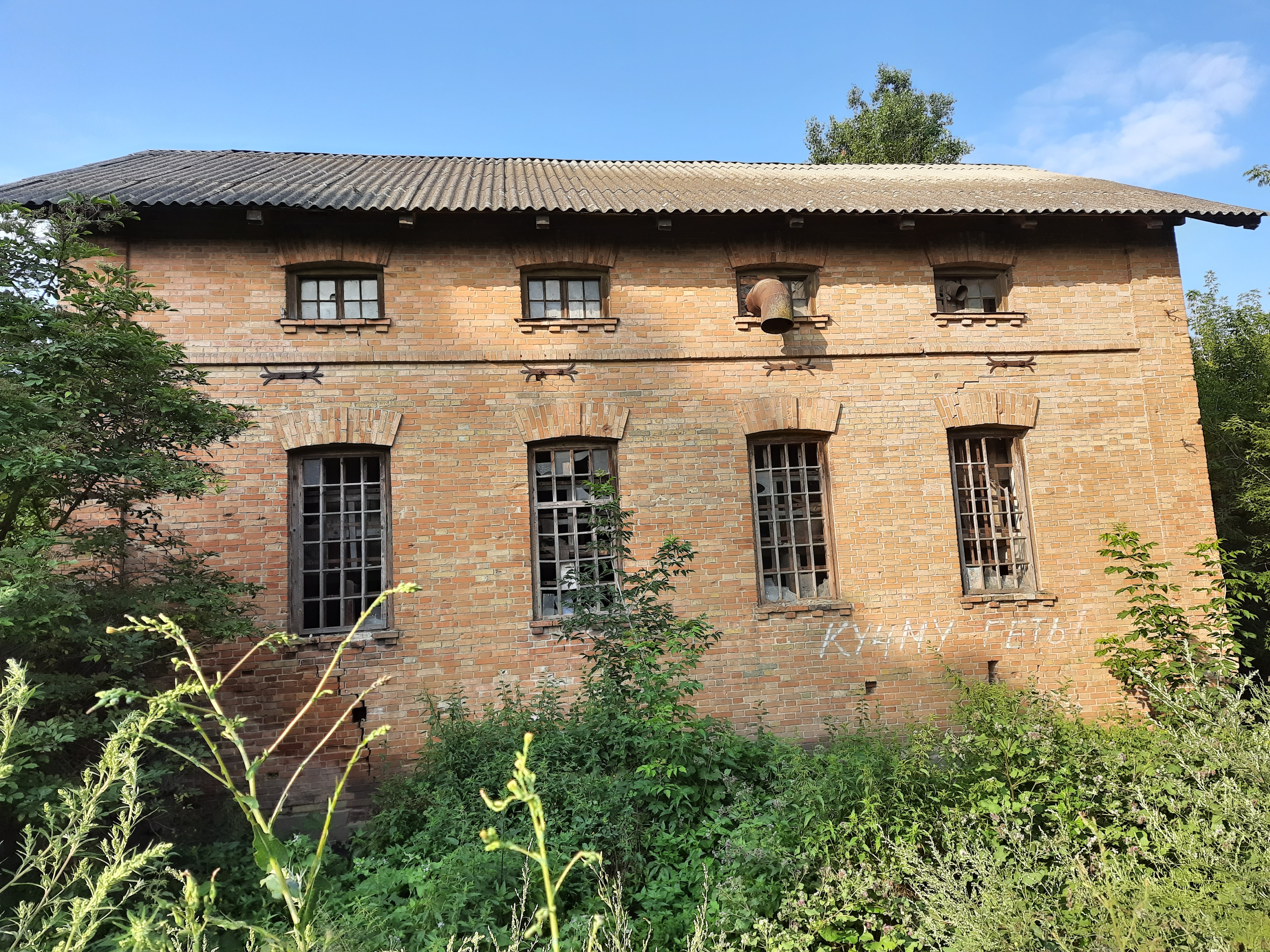
Млин XIX ст

Ізя́слав — місто в Україні, адміністративний центр Ізяславської міської громади Шепетівського району Хмельницької області.
Одне з ключових міст Погорини, єдине місто в Україні, де збереглася планувальна структура часів Київської Русі, історичний центр Заславщини, постав із поєднання двох міст: Старого Заслава (перша згадка 1390 рік) і Нового Заслава (перша згадка 1579 рік).
Важливий осередок виробництва меду та медових сумішей.

## Географія

### Положення і дільниці

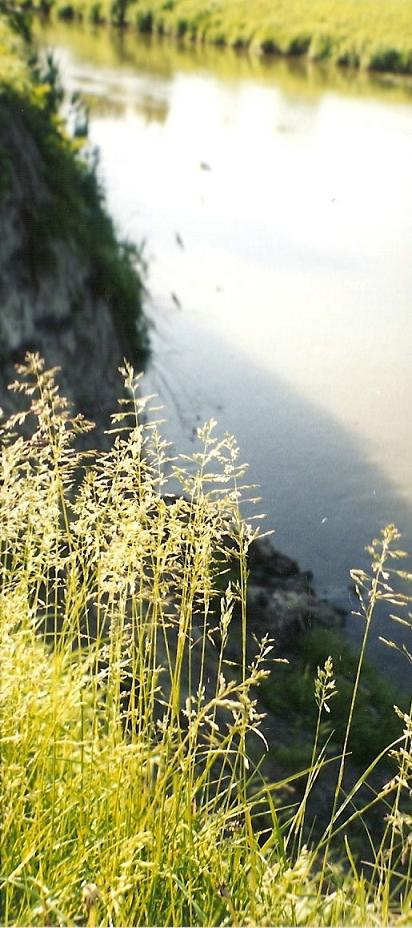
Річка Горинь на околиці міста.

Ізяслав розташовано в південно-східній частині Волині на Західній Україні над р. Горинню, яка творить тут обширну котловину починаючи під містом (урочище Остроня) і далі, простягаючись аж до Лонки (пол. łąka — лука, луг, або ж за скороченням слів лоно ріки).
В цьому місці до Горині впадають дві менші річки Понора і Сошенка. Водночас річки поділяють місто на ключові частини, що поєднуються між собою мостами.
На вищому, лівому березі річки Горині, вигіднішому для оборони, розташувався Старий Заслав (Старе місто), що з пд. зх. боку відділяє р. Сошень від Улянівки та Видумки, а з пн. сх. боку переходить у Лабази.
На правому, нижчому, розташований Новий Заслав (Нове місто), поділений р. Понорою на Середмістя та Майдан. Та частина Середмістя, що розташована в низині над Понорою зветься Кулишівкою. Середмістя тягнеться далі в напрямку шляхів на міста Славуту і Шепетівку, переходячи в Любартово, Голянову (Голянівську гору), аж поки місто не закінчується під Бабиною горою, де лежить наймолодша частина міста — Москалева могила.
Майдан же, у напрямку старосвітського костянтинівського гостинця переходить у Доси (рос. ДОС — дом офицерского состава — укр. БОС — будинок офіцерського складу) і далі в Куток, який відрізає від колишнього військового гарнізону залізниця. У пд. зх. напрямку Майдан переходить у Завод (інша назва Харчомаш), яким закінчується, як і місто, Климівкою.
За Кулишівкою, між Середмістям, Кутком і Досами при вулиці Козацькій розкинулось Шляхенштрассе.

## Клімат
Клімат Ізяслава характеризується як помірний і вологий, з м'якою зимою і теплим вологим літом. Середньорічна температура повітря становить +6.9°С. Найвища температура повітря спостерігається в липні-серпні. На ці місяці припадає і абсолютний максимум температури +35°С-+37°С. Найнижча температура зафіксована у січні. Абсолютний мінімум температури −35°С.
Середньорічна сума опадів становить 628 мм. Найбільша кількість опадів спостерігається у червні-липні, найменша — в кінці та на початку року.
Протягом року переважають західні та південно-західні вітри.
Середньорічна сума сонячного тепла, що надходить до земної поверхні міста становить 93 ккал/см². 87 % тепла надходить влітку і весною. Найвищий показник відбивання припадає на зимові місяці, у середньому 70-75 %.
| Клімат Ізяслава                   | Клімат Ізяслава | Клімат Ізяслава | Клімат Ізяслава | Клімат Ізяслава | Клімат Ізяслава | Клімат Ізяслава | Клімат Ізяслава | Клімат Ізяслава | Клімат Ізяслава | Клімат Ізяслава | Клімат Ізяслава | Клімат Ізяслава | Клімат Ізяслава |
| Показник                          | Січ.            | Лют.            | Бер.            | Квіт.           | Трав.           | Черв.           | Лип.            | Серп.           | Вер.            | Жовт.           | Лист.           | Груд.           | Рік             |
| Середня температура, °C           | −5,7            | −4,7            | −0,4            | 7,5             | 13,6            | 17,2            | 18,3            | 17,4            | 13,1            | 7,0             | 2,0             | −2,6            | 6,9             |
| Норма опадів, мм                  | 31              | 32              | 34              | 43              | 59              | 78              | 89              | 75              | 56              | 50              | 47              | 34              | 628             |
| --------------------------------- | --------------- | --------------- | --------------- | --------------- | --------------- | --------------- | --------------- | --------------- | --------------- | --------------- | --------------- | --------------- | --------------- |
| Джерело: Шепетівська метеостанція |                 |                 |                 |                 |                 |                 |                 |                 |                 |                 |                 |                 |                 |

## Населення

### Національний склад
Розподіл населення за національністю за даними перепису 2001 року:
| Національність  | Відсоток |
| --------------- | -------- |
| українці        | 92.35%   |
| росіяни         | 5.78%    |
| поляки          | 0.68%    |
| білоруси        | 0.34%    |
| молдовани       | 0.15%    |
| євреї           | 0.11%    |
| інші/не вказали | 0.59%    |

### Мова
За результатами першого загального перепису населення Російської імперії 1897 року 47,5 % мешканців Заслава послуговувалися їдишем; 31,6 % українською; 13,7 % російською; 5,4 % польською; 0,2 % німецькою; 1,6 % іншими мовами.
За даними перепису населення 2001 року мовний склад населення міста був таким:
| Мова       | Число ос. | Відсоток |
| ---------- | --------- | -------- |
| українська | 17079     | 92.60    |
| російська  | 1271      | 6.89     |
| білоруська | 28        | 0.15     |
| молдовська | 11        | 0.06     |
| польська   | 9         | 0.05     |
| вірменська | 6         | 0.03     |
| єврейська  | 4         | 0.02     |
| німецька   | 2         | 0.01     |
| циганська  | 2         | 0.01     |
| румунська  | 2         | 0.01     |
| угорська   | 2         | 0.01     |

### Динаміка чисельності населення міста (1849—2020рр.)
Найбільше населення Ізяслав мав у 2001 році — 18 444 мешканців за даними Всеукраїнського перепису.

## Етимологія назви
Назва міста утворена на основі руського гідроніма «славута», тобто «річка». Таким чином топонім передусім вказує на розташування первісного міського поселення Заслав «за славутою», себто за річкою. В процесі розвитку української мови виникли варіанти вживання назви: Заслав, Жеслав тощо.
Назва міста на різних мовах, у різні часи:
- Zaslavia — латинська назва міста.
- Zasław — польська назва.
- זסלב — гебрейська назва.
- Изяслав, Изяславль — російська назва. Вживається згідно з указом російського імператора Миколи ІІ-го від 1910 року.
- Saslau — німецька назва.
- Ізяслав — офіційна зросійщена назва, є українською транслітерацією російської назви міста.

## Герб
Найдавніше зображення герба міста відоме за печаткою заславського маґістрату з XVI століття. Тоді громада послуговувалася гербом власників міста — князів Заславських.
17 грудня 1754 року місто Новий Заслав отримало локаційний привілей курфюрста Саксонії, короля Польщі, Великого князя Литовського і Руського Августа III Фрідріха, у якому міститься зображення нового міського герба. Згодом зображення герба відтворене в трансумпті (затвердженій копії) привілею від 17 лютого 1767 року. Обидва зображення різнилися формальними особливостями. У версії з трансумпту щит було взято в картуш.
Натомість герб затверджений російською владою 22 січня (2 лютого) 1796 для Заславського повіту представляв у горішній частині перетятого щита герб губернського центру міста Новоград-Волинська; у долішній — імітація попереднього герба міста.

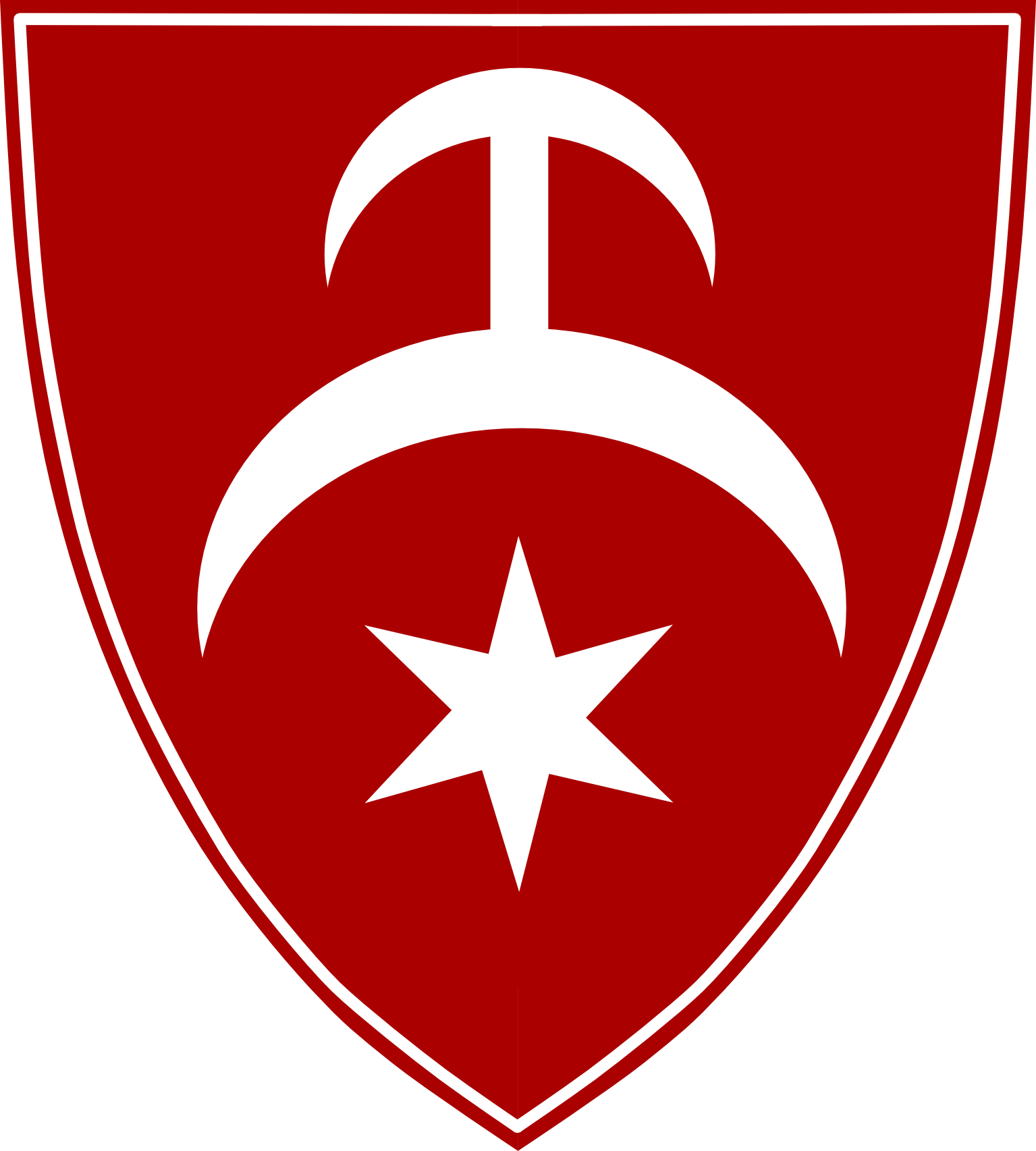
Герб Заслава з XVI століття
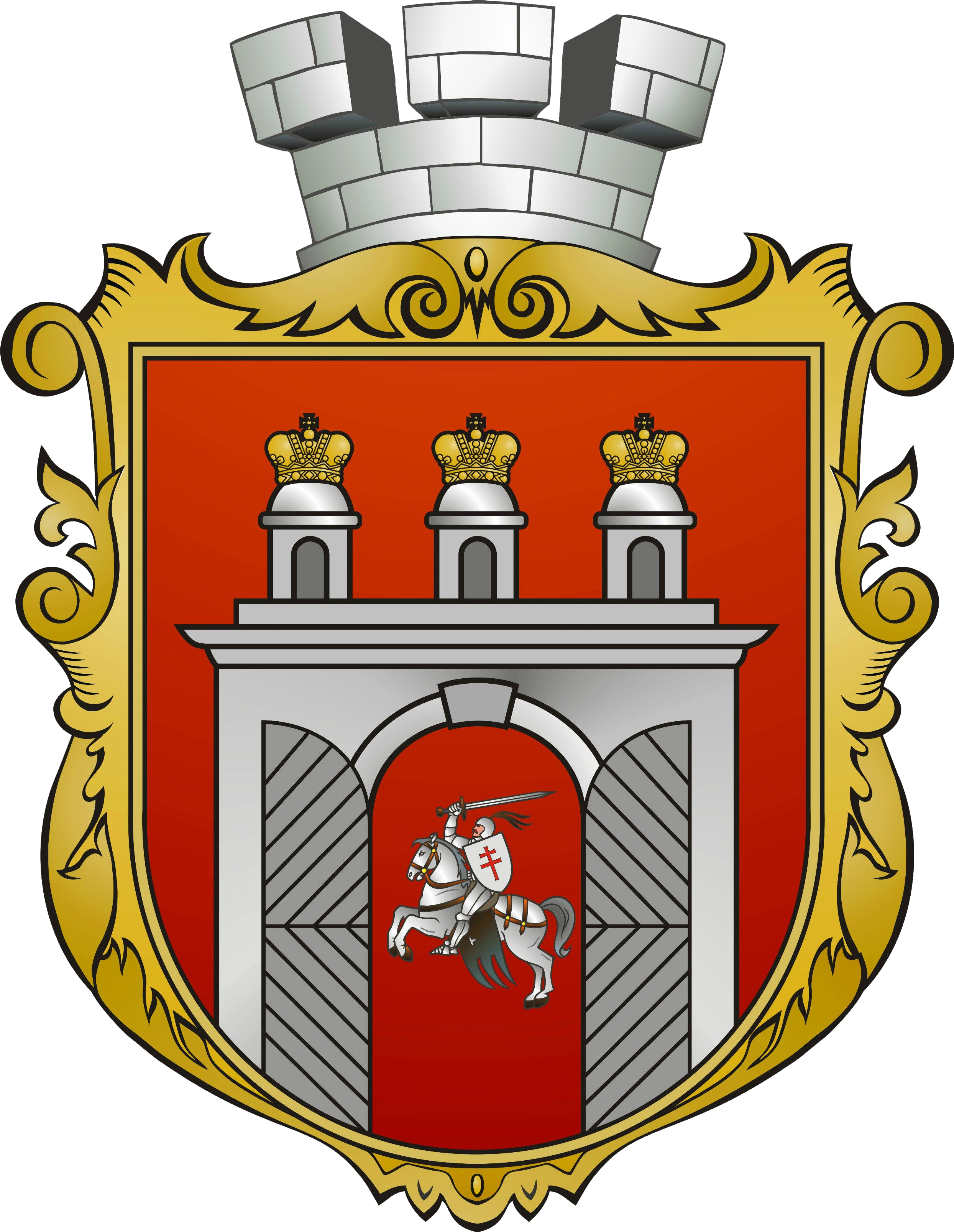
Герб Нового Заслава з 1754 року
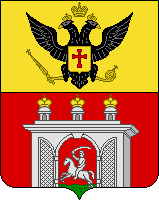
Герб Заславського повіту з 1796 року

## Історія
Волинський дослідник Тадеуш Стецький у своїй праці Wołyń pod względem statystycznym, historycznym і archeologicznym точно окреслив всі ті дискусії, що оточують теорії виникнення міста Ізяслав: "Мабуть, немає на Волині міста, початок якого був би менш ясним, ніж Заслава"
Окремі історики датують заснування міста 987 роком Володимиром Святославичем, котрий подарував ці володіння своєму сину Ізяславу.
1994 року археологічною експедицією Кам’янець-Подільського державного педагогічного інституту, Хмельницького обласного краєзнавчого музею і Хмельницького обласного інституту удосконалення вчителів в урочищі "Рогніда" було вивчено матеріали нашарування XII-XIII ст. І все ж тяжко стверджувати напевне, бо "мусимо констатувати відсутність більш-менш цілісної картини не тільки у головному питанні: розмірах давньоруського ареалу та щільності його заселення, але й у інтерпретації (визначенні рангу) вже відомих його складових — так званих посадів Рогнеди", тобто незрозуміло наскільки сталим було поселення. Можливо, це був попередник Ізяслава, а наречення його цією назвою сталось уже в період Ізяслава Мстиславича.
За однією з легенд до середини XIII століття на місці нинішнього Ізяслава розташовувався волинське місто Кам'янець, знищений монгольським ханом Батиєм 1241 року. При цьому в Іпатіївському літописі читаємо таку згадку про ці події:
| Батъıю же вземшю град̑ Къıевъ. и слъıшавъшоу емоу ѡ Данилѣ. ӕко Оугрѣхъ есть. поиде самъ Володимероу и приде к город̑. Колодѧжьноу. и постави порока. в҃ı . и не може разбити стѣнъı. и начатъ перемолъвливати люди. ѡни же послоушавше. злого свѣта его . передашасѧ. и сами избити быша. и приде Каменцю Изѧславлю взѧтъ ѧ. |
Щоправда, не ясно напевне, чи йдеться саме про одне місто Кам'янець Ізяславля.
Перша згадка про місто Заслав походить з правового акту від 18 грудня 1390 року яким підтверджується володіння містом князеві Федору Острозькому
1411 року до міста завітали король польський Владислав II Ягайло і великий князь литовський Вітовт. Після смерті батька, який прийняв постриг в ченці Києво-Печерського монастиря, місто успадкував кн. Василь Федорович Красний († після 1461) одружений з княгинею Ганкою (Агафією) Іванівною Ямонтівною Подберезькою — позашлюбною дочкою (?) великого князя литовського Вітовта. З ім'ям Василя Красного пов'язують зведення у Старому Заславі кам'яного замку в готичному стилі.

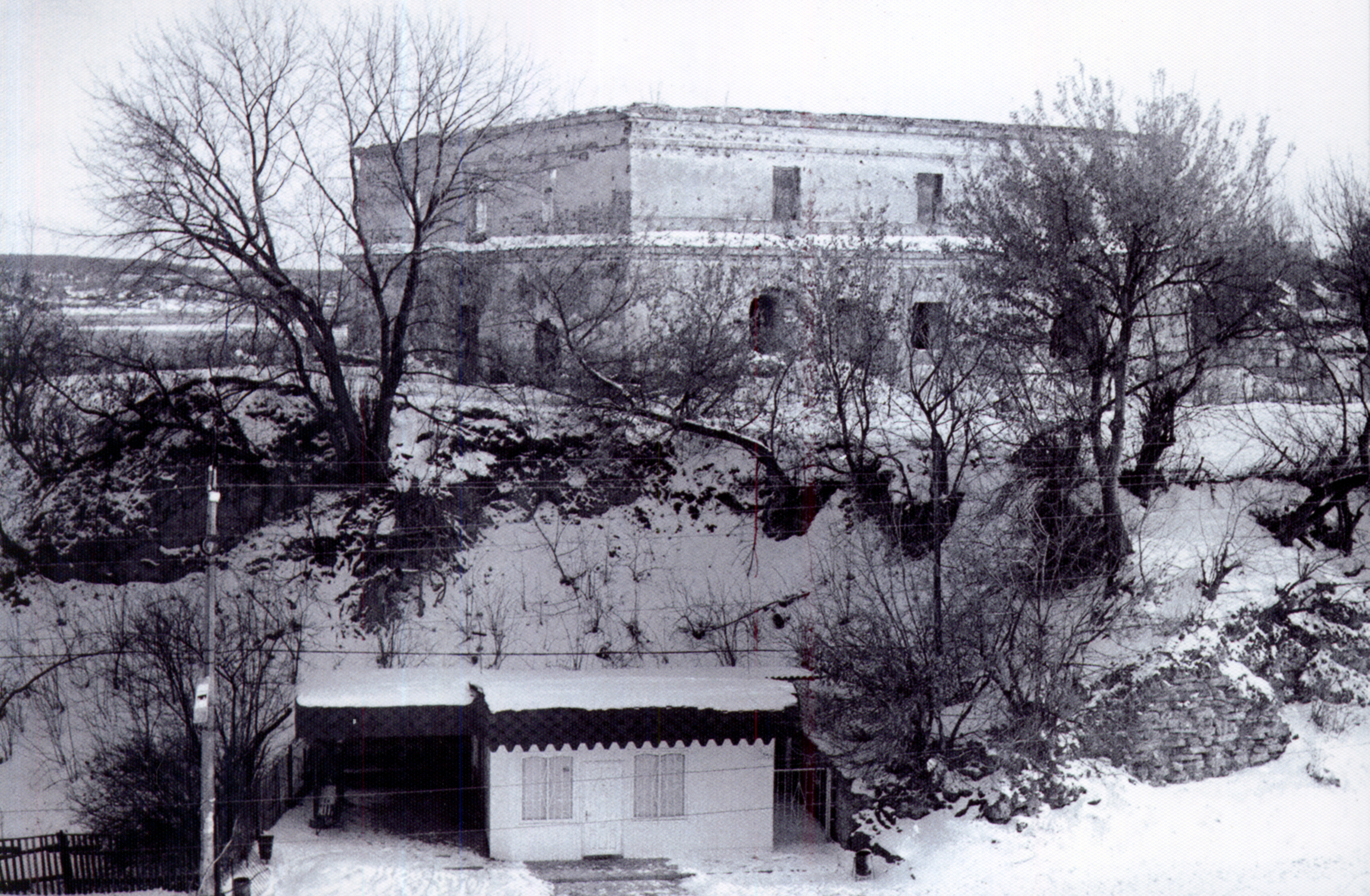
Замок у Старому Заславі. Вид на дитинець. Сучасне фото

Як і годиться волинському господареві князь В. Ф. Красний поділив маєток між двома синами Іваном і Юрієм († бл. 1500). Від князя Юрія Васильовича бере свій початок гілка князів Заславських (1455).
Князь Андрій Юрійович Заславський († бл. 1535) був несповна розуму і мешкав у свого молодшого брата кн. Івана Юрійовича Заславського († бл. 1516) одруженого з кн. Оленою Федорівною Четвертинською († після 1546). Після смерті молодшого брата опіку над кн. Андрієм учинив кн. Костянтин Іванович Острозький. Андрій Юрійович всиновив сина Костянтина Івановича кн. Іллю Костянтиновича і водночас лишився під його опікою. Афера мала на меті відчужити у Заславських третину їхнього маєтку, серед іншого третю частину родового міста. У 1536 році, із смертю кн. Андрія Юрійовича, розпочалася виснажлива і довготривала судова тяганина між кн. Оленою Федорівною та її сином кн. Кузьмою Івановичем Заславським (* до 1511 — † 9. V. 1556) з одного боку і кн. І. К. Острозьким з іншого, яка призвела навіть до збройних сутичок між спорідненими князівськими родами. Лише у 1546 році великий князь литовський і король польський Сигізмунд ІІ Август затвердив угоду згідно з якою вдова по Іллі Костянтиновичу Беата Костелецька відступала претензій й усі спірні маєтки поверталися до Заславських.
У той час Заслав був надійним форпостом, що неодноразово протистояв ворогам. Значні матеріальні і людські втрати на Волині спричинив несподіваний напад Заволзької орди у 1491 році, розбитої під заславськими мурами князем Семеном Юрійовичем Гольшанським († 1505). Так про напад написано у Волинському літописі:
| В літо 1491 приходиша татарове заволжскыи на Волынскую землю десят тысящ, много зла сотвориша у Волынской земли и в Лядской: Володимери церкви божіи пожгли и великую церковь пречистоє мурованую и мЂсто, а людей по мЂстам, и по селам, и по дорогам без числа посекли и в полон побрали. И събрашася волынци з ляхи, божиею помощию и пречисте его матере угониша их недалече от Жеславля и побиша поганых и полон отполониша, мало нечто втекло их и тыя от зимы измроша, не дошедших своих влусов. Над волынци был старостою луцким князь Семеон Юрьевичь Голшанскыи. Тогды невидимо може бог христианом над погаци, мало нечто наших убито, ниже и десяти, a их убитых поганцовь 8000. |
Іншого разу в 1534 році, під стінами міста козацький гетьман Венжик Хмельницький розгромив багатотисячну татарську орду, яка щойно переправилася через р. Горинь і, як пише анонімний автор «Історії Русів»:
| …повернувся із славою й великою здобиччю до Заслава і отримав від Короля листи віншування та вдячності, а від Поляків скрізь, куди приходив, тріумфальні зустрічі. |
Заславщина або як її тоді називали Заславське князівство (герцогство) було отчиною князів Заславських. Князі не підлягали місцевій адміністрації (повітовій чи воєводській), лише в деяких питаннях великому князю литовському чи польському королеві. На Заславщині безроздільно панувало князівське право (лат. jus ducale), завдяки чому вона фактично перетворилася на державу в державі. Суверенність землеволодіння відносилася до засадничих елементів княжого права. На території отчини князь міг (за Наталею Яковенко):
| а) оголошувати устави, тобто власні розпорядження, надавати жалувані грамоти своїм підданим на землеволодіння під окресленими умовами служби, встановлювати незалежні від держави податки, повинності, пільги тощо; б) чинити суд над підданими, аж до смертної кари. |
Окрім того кн. Заславські, яко «головні княжата» виводили власні збройні загони (почти) під родовим гербом, а не скажімо під стягом землі (в даному випадку Волині). Саме тому м. Заслав користувалося в XVI ст. гербом князів Заславських-Острозьких, гербом Баклай в червоному полі.

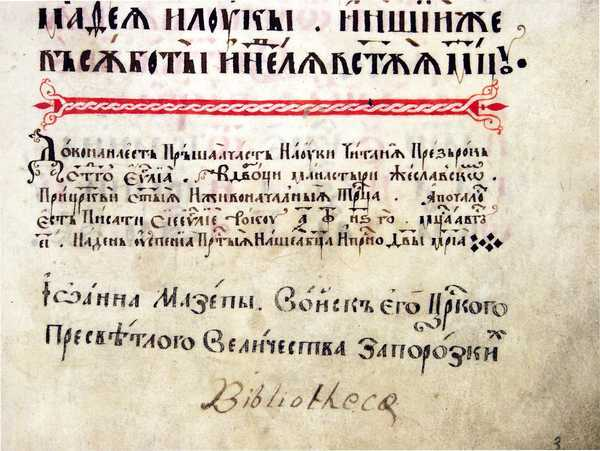
Запис до Пересопницького Євангелія зроблений Михайлом Василієвичем, що повідомляє про початок робіт над рукописом у Заславському монастирі Пресвятої Трійці. 1557 рік

У час коли український народ не мав власної держави, коли православна українська церква перебувала в занепаді, у Заславі була здійснена спроба культурно-мистецького окреслення властиво української перспективи національного поступу. По смерті князя Кузьми Івановича Заславського (†1556) вдова Анастасія Заславська (Гольшанська Дубровицька) († 1561) замовила виготовлення нарядного фоліанту — чотириєвангелія. Робота над перекладом і переписуванням євангелія розпочалася 1556 року в монастирі Пресвятої Трійці в Заславі, де було створено більшу частину книги. Закінчили роботу над євангелієм вже в монастирі Різдва Пресвятої Богородиці, що в Пересопниці (звідси й назва книги — Пересопницьке Євангеліє) 1561 року, яка нині є присяжною книгою і національним символом українців.
Під 1567 роком вперше згадується антитринітарський (лат. ecclesia minor) пастор. Антитринітарії мали у Заславі свою друкарню і велику громаду, до якої належала кн. Олександра Романівна Санґушківна († 1602), перша дружина князя Януша Заславського (* бл. 1556 — † 4.VIII.1629), якого теж зараховували до своїх, хоч він і був кальвіністом (1603 року прийняв римо-католицизм).
Князі Януш і Михайло Заславські успадкували маєток по батькові кн. Янушу Кузьмовичу Заславському (* 1538–1543 — † 27.VII.1562). Янушеві належав Старий Заслав, неодруженому Михайлові — необлаштований Новий, що вперше згадується 1579 року:
| Место Староє Жаславскоє парканом добре обваровано и ровомъ окопано, а Новое место так не ест опатрено, прото мещане и подданые, Старому месту подлеглые, половицу оного плацу од речкы Поноры парканом заробит и ров окопат, яко налепей и наслушней быт може в року прийшлом осмдесятом. |
Наступна згадка про Новий Заслав датується 1581 роком. 1583 року родове місто Заславських було офіційно «клоновано».
| Иж они [Януш та Михайло Заславські] на власном кгрунте своем Старом Жаславли по другой стороне места Старого Жаславля место Новое Жаславль ку пожитку своему осадити хочуть, якожь и осажовати почали, - |
йдеться у привілеї, яким Новому Заславу надавалося маґдебурзьке право, щотижневий торг та право мати корчми.
Ізяслав довгий час входив до числа найбільших міст південної Волині. У 1794 році сюди із Дубна переноситься контрактовий ярмарок, який з 1797 року проходить у Києві і дав ім'я Контрактовій площі.
7 (20) листопада 1917 року, відповідно до Третього Універсалу Української Центральної Ради, увійшло до складу Української Народної Республіки.

## Політика

### Самоврядування
Територіальна громада Ізяслава здійснює місцеве самоврядування через представництво міської ради. Ізяславська міська рада має голову, апарат і виконавчий комітет — орган виконавчої влади і міську раду — орган законодавчий і контролюючий.
Станом на 2010 рік Ізяславську міську раду очолював Валентин Паньковський, висуванець ВО «Батьківщина».
Ізяславська міська рада VI скликання налічує 30 депутатів, обраних по багатомандатному і одномандатних виборчих округах. За представництвом політичних сил вони поділяються наступним чином:
- ВО «Батьківщина» — 13
- Партія регіонів — 7
- ВО «Свобода» — 2
- Партія «Сильна Україна» — 2
- Народна екологічна партія — 1
- Соціалістична партія України — 1
- Партія «Єдиний центр» — 1
- Партія «Реформи і порядок» — 1
- Народна партія — 1
- Партія «УДАР (Український Демократичний Альянс за Реформи) Віталія Кличка» — 1[27]

На сьогодні мером Ізяслава є Шлегель Сергій Вадимович, член партії Європейська Солідарність.

### Політичні вподобання мешканців
Під час повторного голосування президентських виборів 2004 року, в Ізяславі переважну кількість голосів здобув Віктор Ющенко.
За офіційними даними на позачергових парламентських виборах 2007 року при явці 81,3 %, результати були такі:
- «Блок Юлії Тимошенко» — 44,5 %
- «Блок Литвина» — 12,4 %
- Блок «Наша Україна — Народна самооборона» — 9,7 %
- Партія регіонів — 5,5 %
- Соціалістична партія України — 1,7 %
- Комуністична партія України — 1,6 %
- Не підтримую жодного — 1,3 %[30]

Під час повторного голосування з виборів Президента України 2010 року згідно з офіційними даними ЦВК кандидат на пост Президента України Юлія Тимошенко отримала 5918 голосів виборців (65,19 % голосів виборців, які взяли участь у голосуванні). Віктор Янукович отримав, відповідно, 2561 голосів (28,21 % голосів виборців, які взяли участь у голосуванні). Не підтримали жодного кандидата 443 виборці (4,87 % відповідно). Явка виборців зареєстрованих на дільницях склала 65,89 %.
Таким чином, 42,96 % зареєстрованих у місті виборців, віддали свої голоси за кандидата на пост Президента України Юлію Тимошенко, Віктора Януковича, відповідно, підтримали 18,59 %. Враховуючи мешканців, яким на день проведення виборів не виповнилося 18 років, які не є громадянами України чи були визнані судом недієздатними, а також тих, хто не був внесений до реєстру виборців, 34,54 % мешканців міста віддали свої голоси за кандидата на пост Президента України Юлію Тимошенко, Віктора Януковича, відповідно, підтримали 14,94 %.

## Видатні постаті

### Уродженці
- Натан Гановер — єврейський богослов, містик
- Олександр Заславський — волинський князь, інтелектуал
- Мар'ян Дубецький — польський історик, громадський і державний діяч
- Антон Хмель — козак Армії УНР, герой Другого Зимового походу
- Євген Нольден — радянський і американський архітектор, мистецтвознавець
- Петро Солодуб — український і радянський державний діяч
- Цві Цур (Чортенко) — ізраїльський військовий і державний діяч
- Дмитро Чигринський — український футболіст, гравець збірної України з футболу

#### Герої російсько-української війни
- Василь Кобернюк — український вояк, учасник російсько-української війни
- Олександр Кушнірук — український вояк, учасник російсько-української війни
- Микола Микитюк — український вояк, учасник російсько-української війни
- Юрій Цісарук — український вояк, учасник російсько-української війни
- Василь Кравченко — український вояк, учасник російсько-української війни
- Хомич Максим Сергійович (1993—2024) — сержант Збройних Сил України, учасник російсько-української війни.

### Поховані в місті

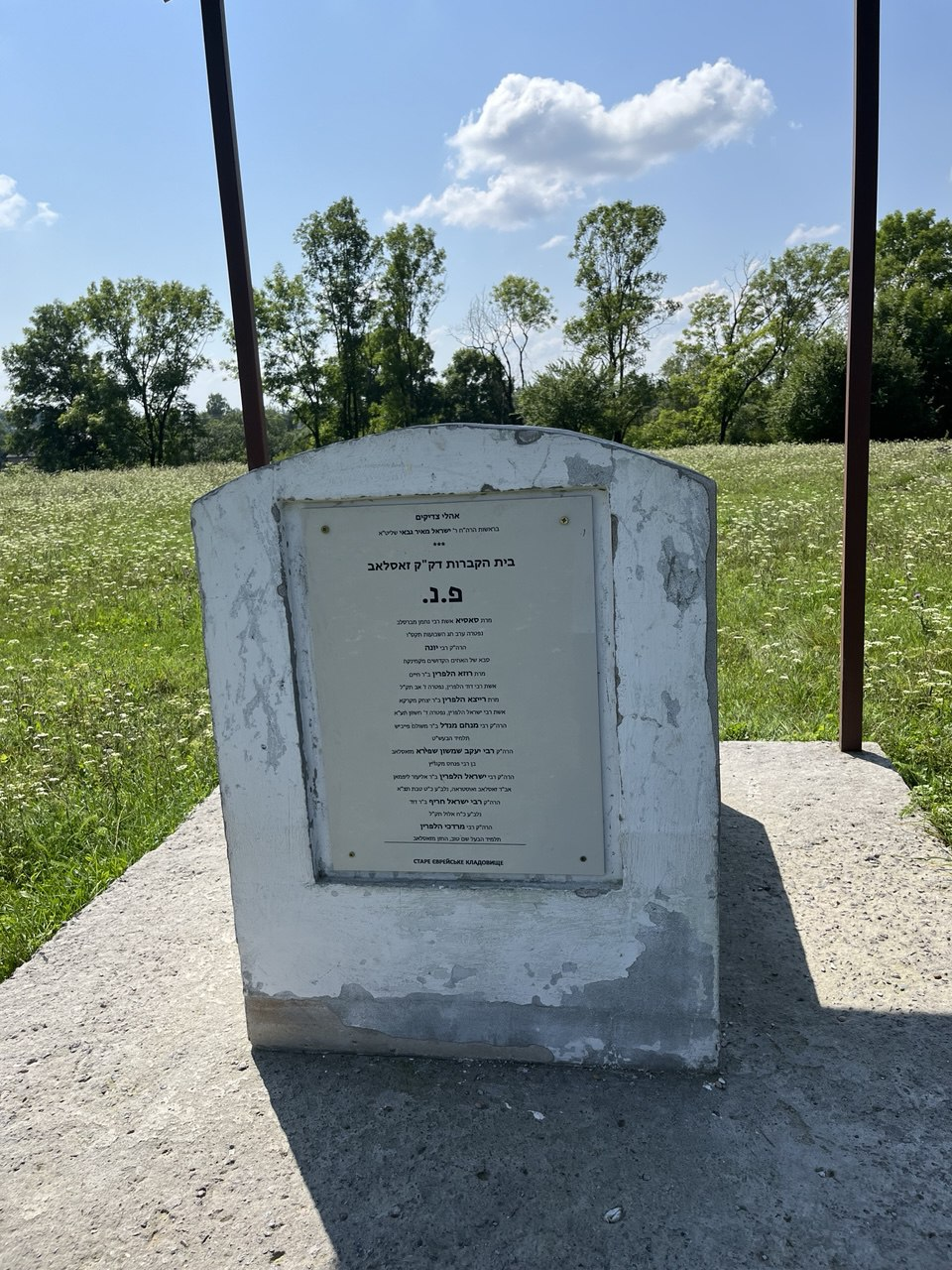
Окописько на Старому місті, тут похована пані Сасія та рабини міста Ізяслав

- Паоло Фонтана — волинський архітектор
- Шимон Конопацький — польський поет, мемуарист
- Пані Сасія[34] - перша дружина Нахмана з Брацлава, похована на старому єврейському кладовищі.

## Культура
У місті діє Ізяславська міська публічна бібліотека в приміщенні Будинку культури, у якій зібрано книги для дорослих і дітей, освітні і періодичні видання.
В Ізяславі був також кінотеатр «Дружба», нині реконструйований під Будинок творчості дітей та юнацтва «Веселка».
У місті зареєстровано ряд неурядових та громадських організацій, зокрема, районна організація Всеукраїнського товариства «Просвіта» імені Тараса Шевченка, районне товариство єврейської культури «Ейнікайт», районний Комітет сприяння культурному, духовному, економічному розвитку Ізяславського району Хмельницької області «Відродження», громадська організація Ізяславський Фонд розвитку «Заслав» тощо. Слідів їхньої діяльності виявити не вдалося, либонь вони існують лише про людське око.

#### Музей
З 2003 року розпочав свою діяльність Ізяславський районний історико-краєзнавчий музей, наразі розташований у Районному будинку культури. Нині музей пропонує переглянути експозицію з історії і етнографії Заславщини. Також доступна для оглядин галерея робіт місцевого художника Миколи Ткачука: живопис, скульптура, різьба по дереву.

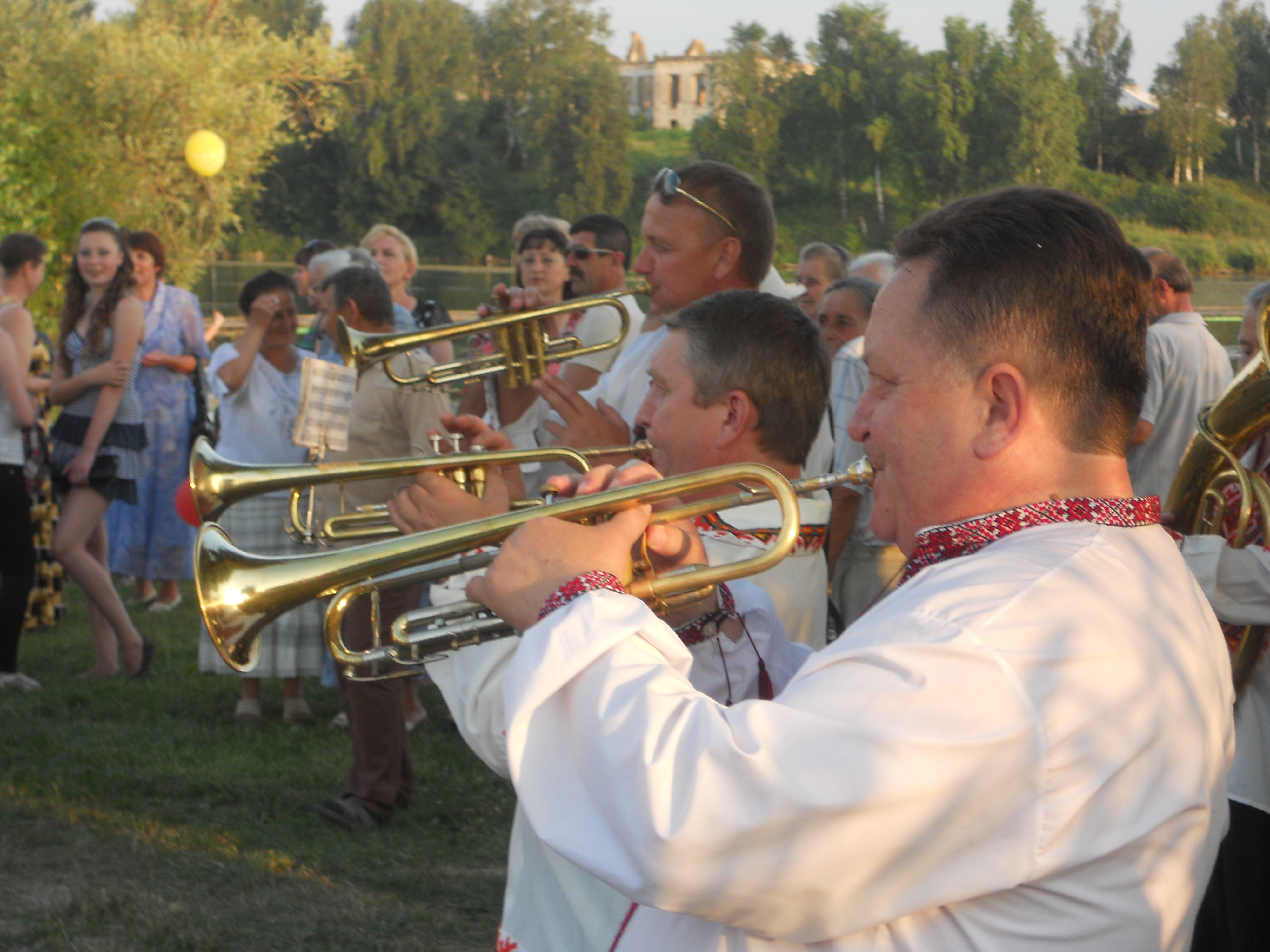
«Музики Надгориння»

#### Музичні колективи
На терені Ізяслава діють такі музичні формації:
- Ансамбль української пісні «Терниця»,
- Інструментальна група «Музики Надгориння», діють при Ізяславському Районному Будинку Культури;
- Хореографічний ансамбль «Барвограй»,
- Хореографічний ансамбль «Оксамит»,
- Хореографічний ансамбль «Плеяда»,
- Інструментальний ансамбль «Гарний настрій», діють при Дитячій школі мистецтв[39].

### Культурна спадщина

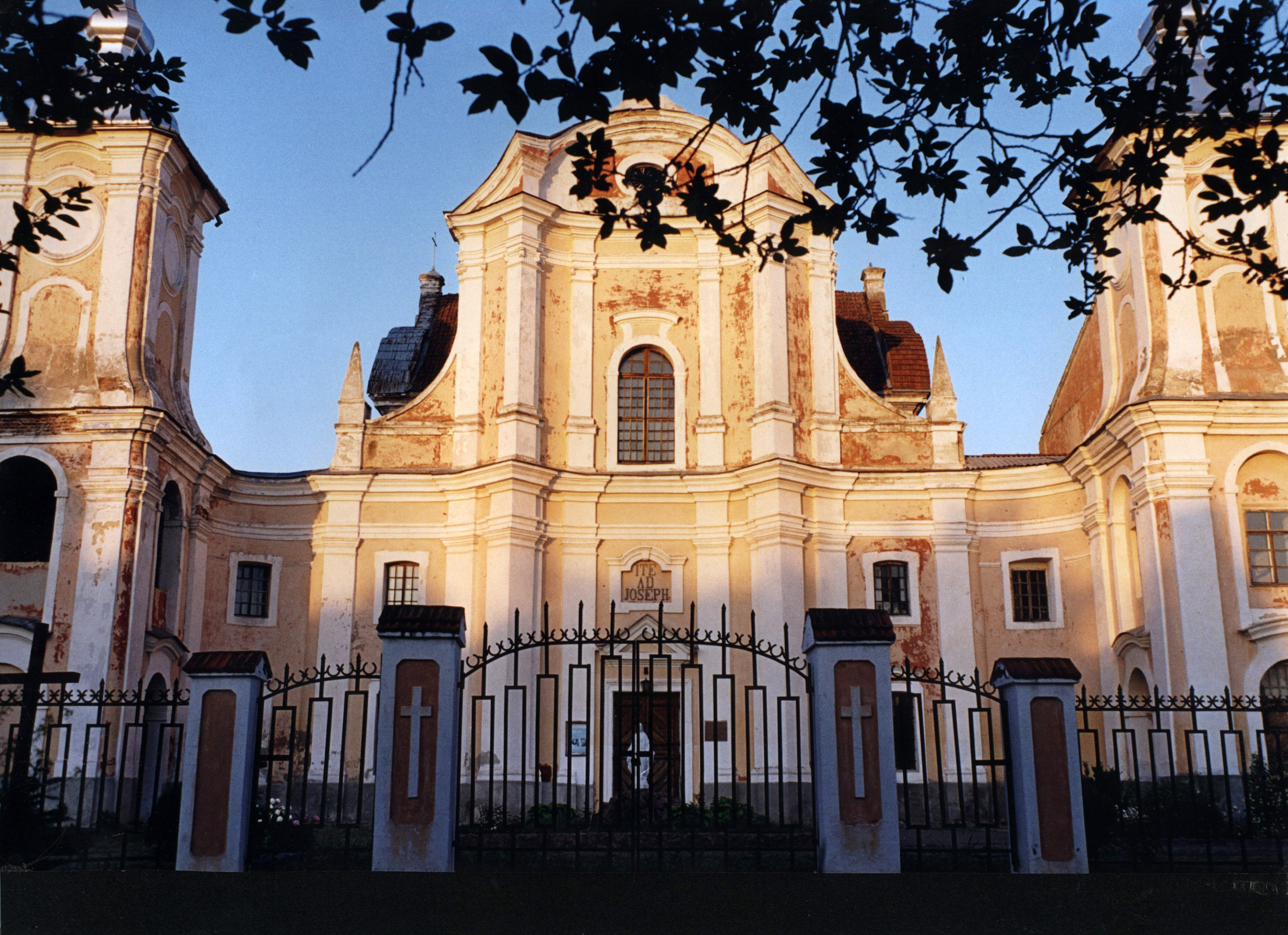
Костел Святого Йосипа

Комплекс пам'яток культури Ізяслава є одним з найцінніших і найзанедбаніших на Волині. Лише десять об'єктів у межах міста були занесені до Державного реєстру національного культурного надбання України. Охоплює Старе і Нове міста, що набули історично осібних урбаністичних укладів, десь подекуди зовсім затертих «варварськими набігами» і байдужим ставленням.

#### Пам'ятки

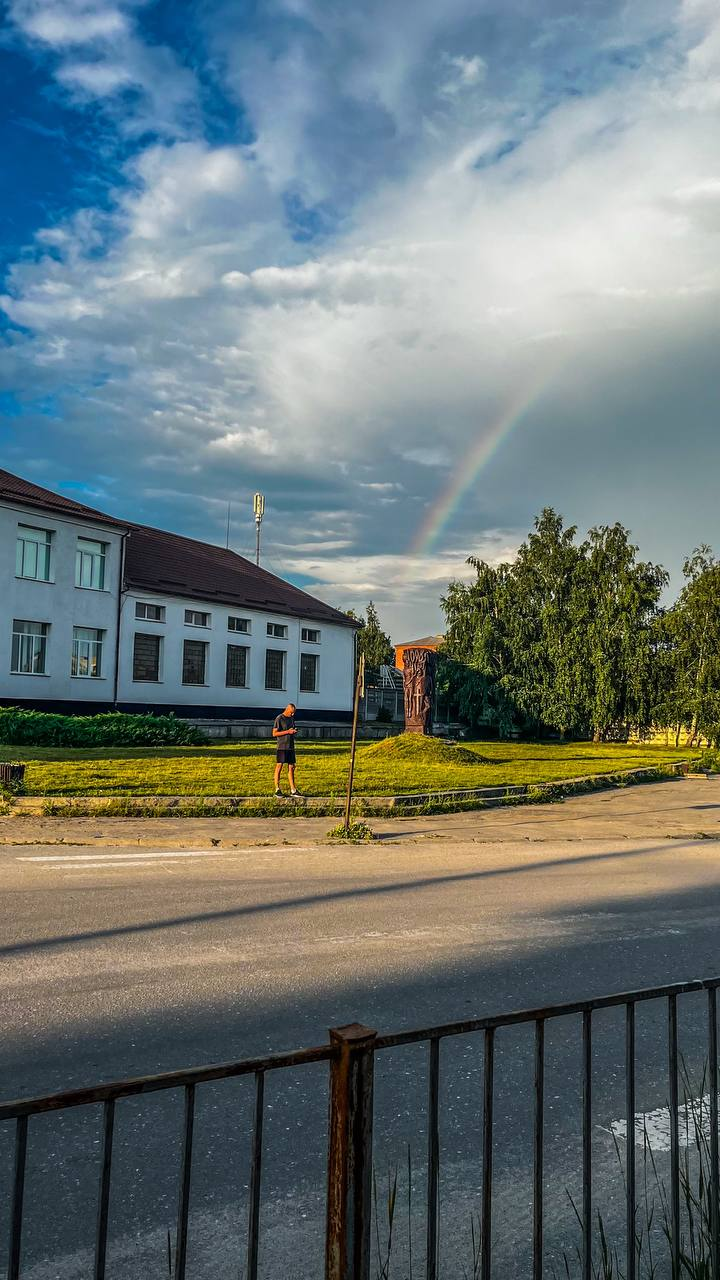
Пам’ятний знак на честь 900-ліття Ізяслава, також капсула часу, авторства Миколи Ткачука

- готичні руїни церкви святого Івана Хрестителя
- руїни Старозаславського замку (XV ст.)
- бароковий Монастир отців Бернардинів, нині — в'язниця
- Костел святого Йосипа з розкішним паравановим фасадом
- живописні руїни палацу князів Санґушків, Новозаславського замку та палацу князів Заславських (XVI—XVIII ст.)
- залишки середньовічних мурів і валів міста, зокрема вздовж річок Сошенки і Горині
- Торгові ряди
- зразки гебрейської архітектури: Велика і Новозаславська синагоги
- пам’ятник Тарасові Шевченку
- пам’ятник Жертвам голодомору 1932-1933 років
- пам’ятний знак на честь 900 - річчя заснування міста
- пам’ятник 5 полку уланів Заславських

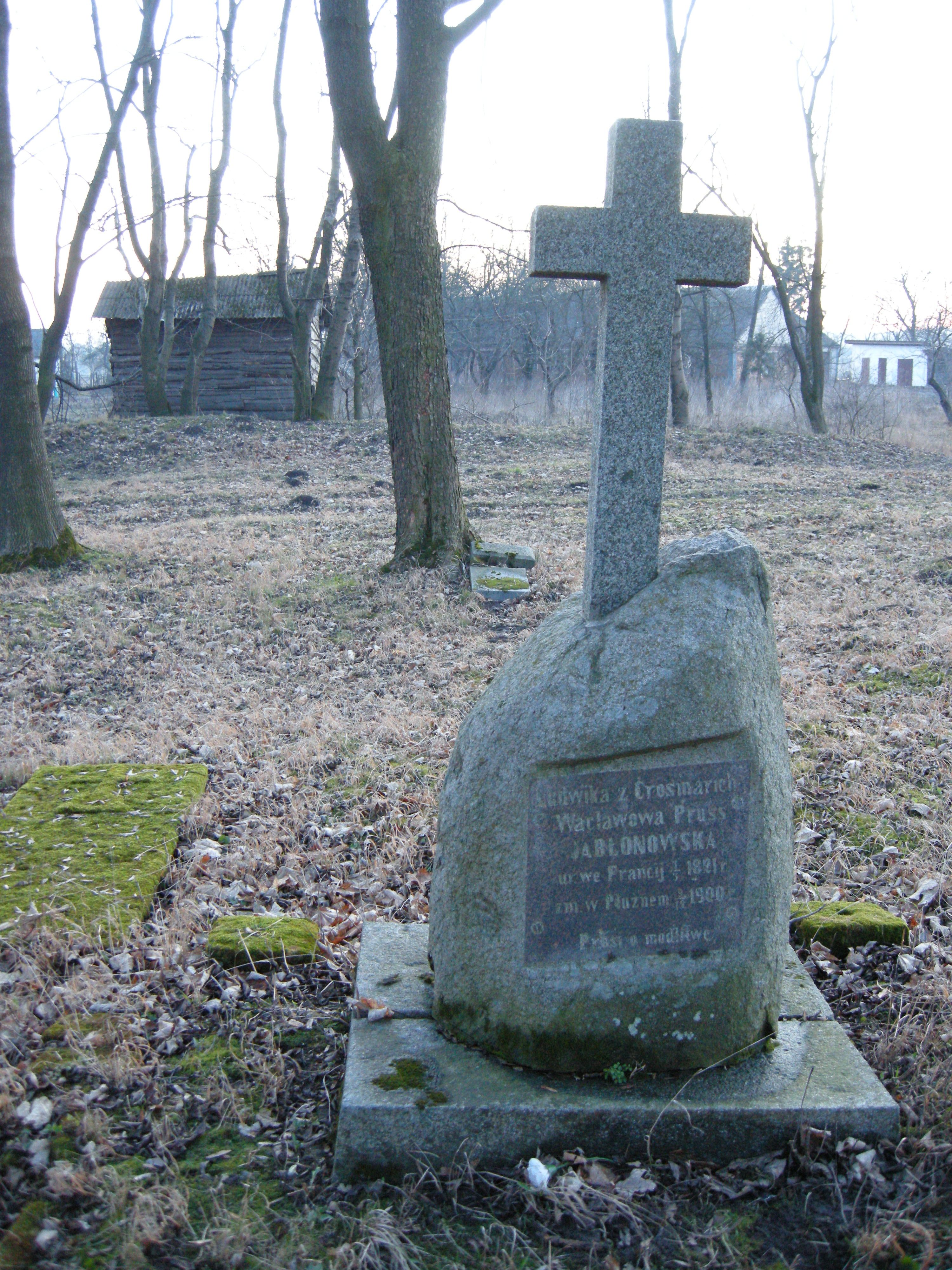
Надмогильний пам'ятник Людвіки Яблоновської, дружини брата власника села Плужне, на католицькому цвинтарі

#### Цвинтарі
В Ізяславі нараховується 9 цвинтарів. З яких 5 у Старому місті і 4 у Новому.
- християнський цвинтар (при вул. Васьковецькій)
- Окописько — старе єврейське кладовище(при пров. Острозькому)
- католицький цвинтар (при вул. Острозькій)
- новий єврейський цвинтар (за Старим містом, при шляху на Лютарку)
- комунальний цвинтар за містом
- католицький цвинтар (при вул. Незалежності, вхід з-від вул. Козацької)
- комунальний цвинтар (при вул. Незалежності)
- православний цвинтар (при вул. Незалежності)
- комунальний цвинтар (за містом, при шляху на Шепетівку)ОкописькоПам’ятник на католицькому цвинтарі, створений на Ізяславському чавунно-ливарному заводі, його власником був заможний німецьЦерква Миколая Чудотворця 1861 р.

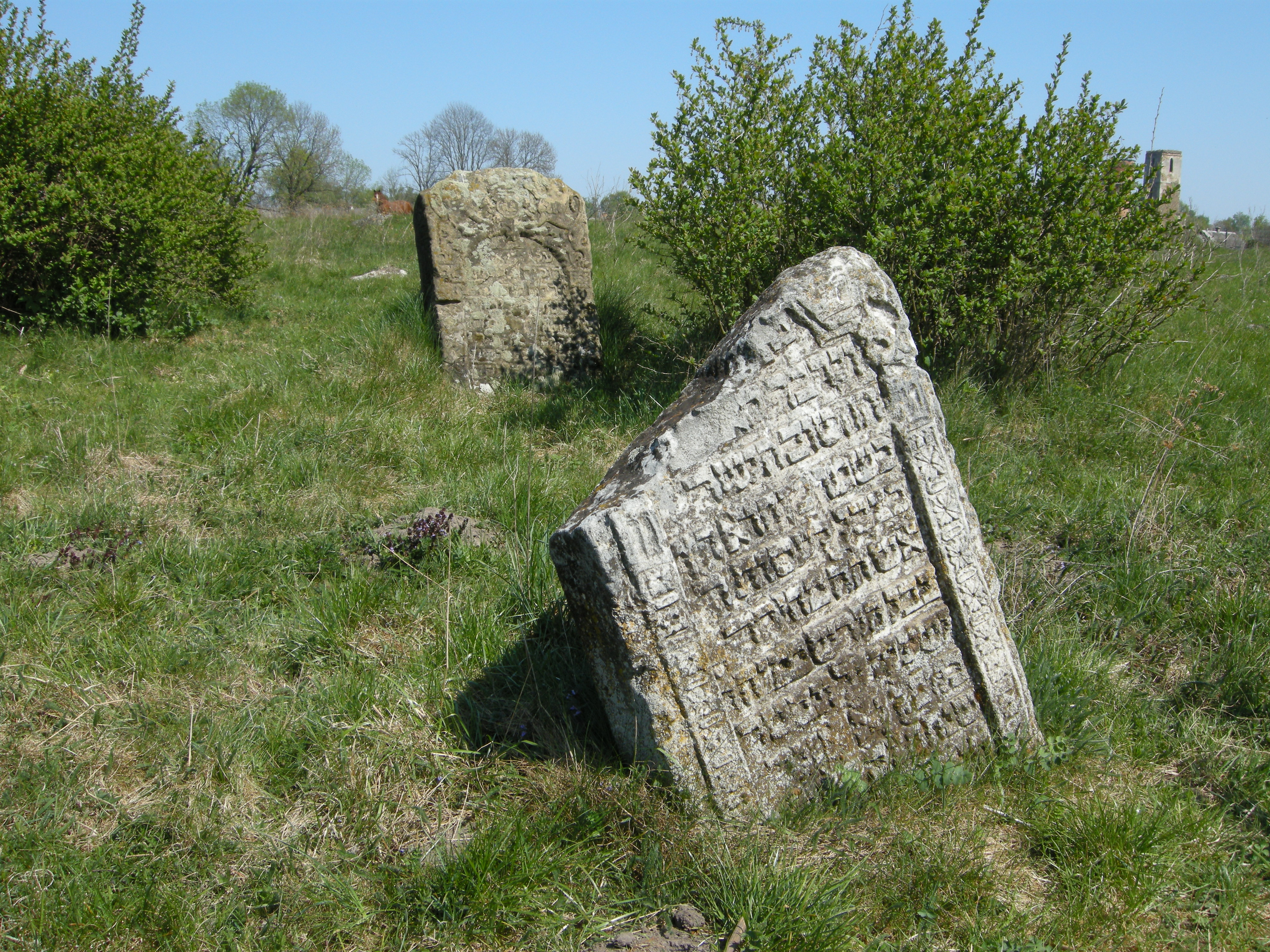
Окописько

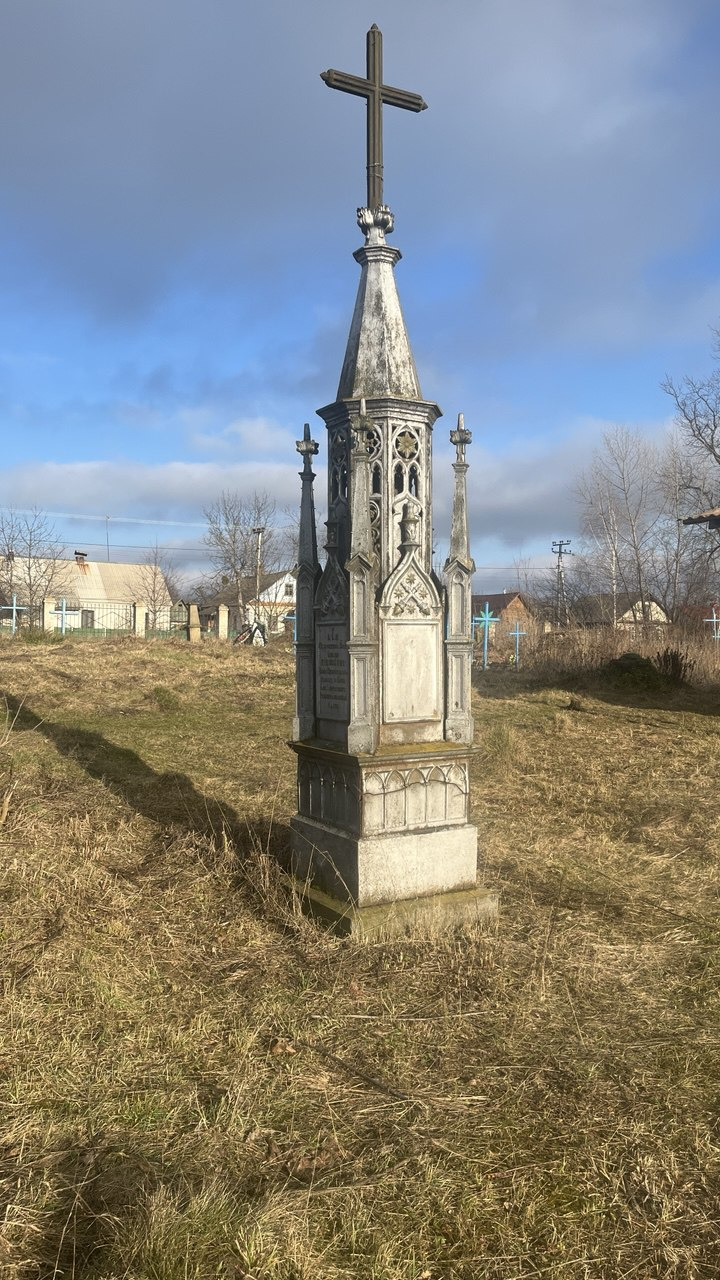
Пам’ятник на католицькому цвинтарі, створений на Ізяславському чавунно-ливарному заводі, його власником був заможний німець

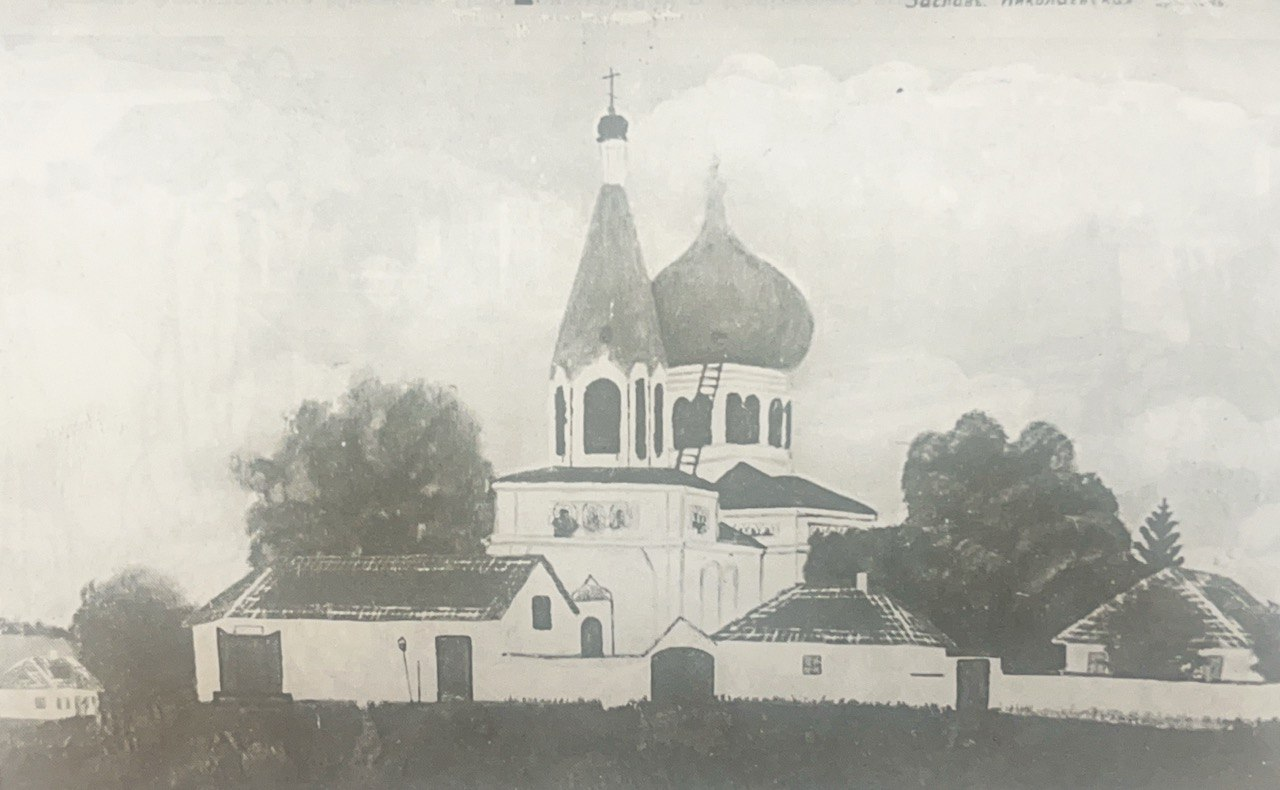
Церква Миколая Чудотворця 1861 р.

Нагору

## Релігія

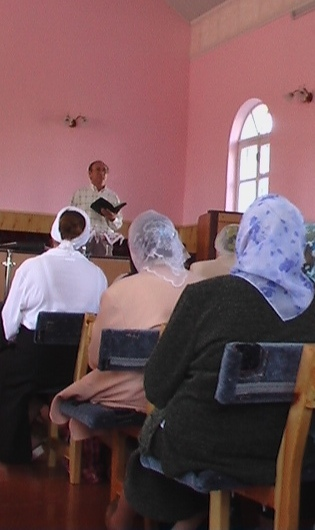
На зібранні баптистської громади.

Більшість мешканців міста ідентифікують себе з православними християнами. Місто є центром Ізяславського благочиння Шепетівської єпархії УПЦ (МП), якому в межах міста підпорядковуються п'ять парафій, дві з яких розташовані на території установ пенетенціарної системи. На передмісті, під Бабиною горою, знаходиться каплиця Святих Апостолів Петра і Павла згаданої повище церкви. В липні 2010 року представниками УПЦ (МП) було захоплено частину недобудованого меморіалу «Жертвам тоталітаризму» по вулиці Шевченка й висвячено на каплицю.
На Заводі є парафія Святого Пантелеймона ПЦУ. 18 грудня 2016 року освячено храм ПЦУ на честь святителя Миколая Чудотворця, котрий був зруйнований радянською владою у 1935 році..
З багатьох колишніх парафій РКЦ донині діє лише одна — парафія Святого Йосипа.
Досить широко представлені протестантські деномінації. У місті є громади п'ятидесятників, харизматів, адвентистів (два відлами), баптистів, Свідків Єгови і єврейська месіанська громада.
Окрім цього в місті діє релігійна громада Міжнародного Товариства Свідомості Крішни.

## Освіта
Загальноосвітні заклади:
- ЗОШ I—III ступенів № 1
- ЗОШ I—III ступенів № 2, ліцей
- ЗОШ I—II ступенів № 3, припинила працювати
- ЗОШ І—ІІ ступенів № 4
- ЗОШ I—III ступенів № 5 ім. О. Онищука, ліцей
- Загальноосвітня вечірня школа ІI-III ст.
- Плужненський професійний аграрний ліцей

Навчально-виховні заклади
- Ізяславська спеціалізована загальноосвітня I—II ст. школа-інтернат для дітей з наслідками поліомієліту та церебальними паралічами

Інші
- Дитяча школа мистецтв
- Спортивна школа[44]

## Медії
Ізяславська районна рада і Ізяславська державна адміністрація видають тижневик «Зоря Надгориння», газету, що містить переважно офіційну інформацію і новини. Інколи про події у місті можна прочитати зі шпальт тижневика «Партнер», який виходить з 1997 року.
В Ізяславі діє також мережа кабельного телебачення ПП «Візит-Контакт». Власних програм не виробляє.

## Економіка

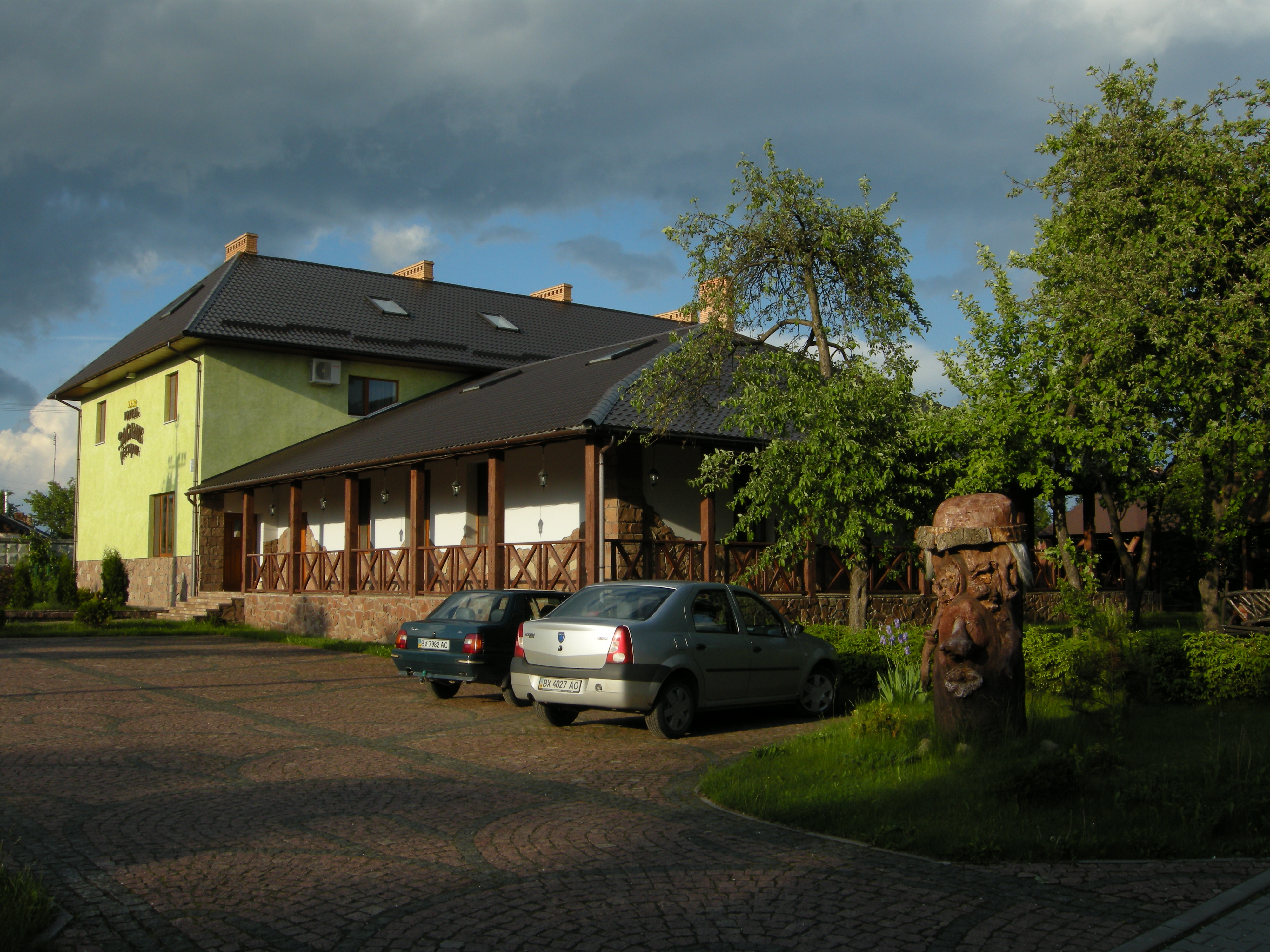
Готель «Заслав»

Ізяслав є привабливим для туристів об'єктом. В місті функціонують два готелі (3-зірковий «Заслав» і пересічний «Явір»), бари і ресторани. Місто є осередком переробної промисловості — тут знаходяться тартаки державної і приватної форм власності, меблева фабрика «Інтер'єр». Першість в лісопереробці тримає ДП «Ізяславське лісове господарство». Натомість ДП ЗВК № 58 пропонує продукцію розмаїтого спектру, починаючи від високовольтного обладнання, деревообробних верстатів, інженерно-технічних засобів охорони, закінчуючи сувенірною продукцією і продуктами лісопереробки. Не менше розмаїття виробів пропонує і ДП ІВК № 31.
В Ізяславі функціонує ТОВ «Бартнік», що виробляє 36 видів меду та медових сумішей і входить до трійки найбільших виробників згаданої продукції в Україні.
У місті функціонує один з провідних у регіоні виробників хліба та хлібобулочних виробів ЗАТ «Ізяславський хлібозавод».
Також у місті розташована компанія ТОВ «Арта-Хімгруп» — офіційний дистриб'ютор норвезької компанії Yara International ASA, основною діяльністю якої є імпорт мінеральних добрив, системи живлення рослин, системи точного землеробства та аналіз ґрунту.
До промислових підприємств Ізяслава також належать ПП «Ізяславська швейна фабрика», ТзОВ «Євгеній» (переробка молока) і ТзОВ «М'ясопереробне підприємство „Аркон“», ТзОВ «Ізяславський Райагробуд» (будівництво, будівельні матеріали). ЗАТ «Ізяславська реалбаза хлібопродуктів» займається зберіганням і переробкою зернових.В місті діє відділення найбільшого приватного українського банку «ПриватБанк». Також в Ізяславі мають свої відділення «Державний ощадний банк України», «Райффайзен банк Аваль», «Надра Банк», «Брокбізнесбанк» і «Абанк».
В місті функціонують кількадесят крамниць.
Четвер і субота вважаються в Ізяславі базарними днями. Торгівля відбувається на міському ринку, а також на вулиці Вокзальній і Вокзальному провулку.
Крім державної лікарні та поліклініки у місті функціонують приватні медичний центр, три стоматологічні клініки і більше десятка аптек.

## Транспорт

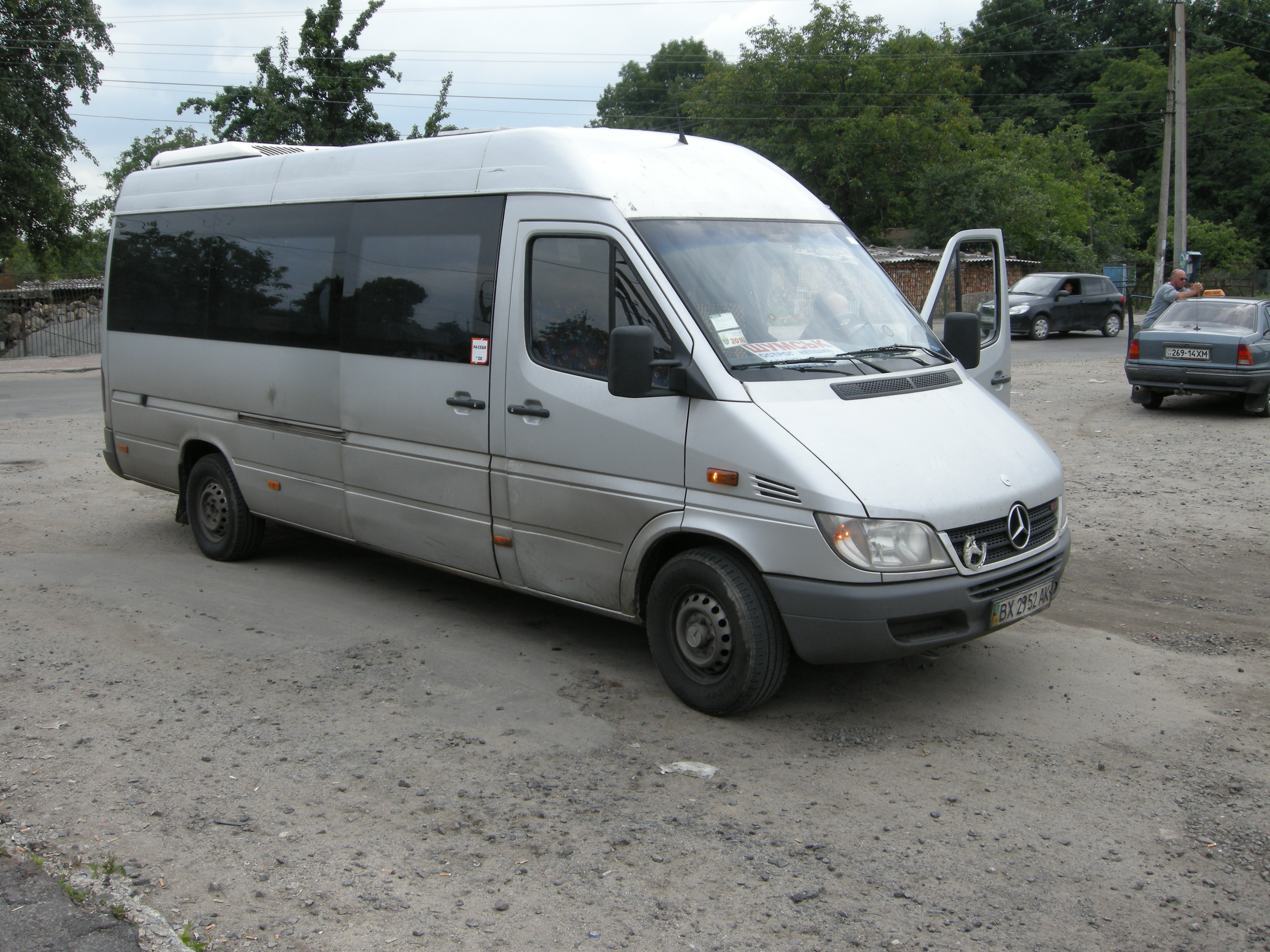
Mercedes-Benz Sprinter — типовий автобус міжміських сполучень.

Через місто проходять два територіальні автомобільні шляхи Т 2313 і Т 1804. В Ізяславі Т 2313 є об'їзною дорогою, що пролягає міською околицею.
Місто має безпосереднє і транзитне автобусне сполучення, яке забезпечують приватні перевізники, з Києвом, Львовом, Рівним, Житомиром, Хмельницьким, Тернополем, Полонним, Кам'янцем-Подільським, Кременцем, Шумськом, Острогом, Білогір'ям, Славутою, Шепетівкою, Нетішином, Старокостянтиновом, Судилковом, Красиловом, Плужним, Борисовом, Білогородкою, Добрином, М'якотами, Шекеринцями, Васьківцями, Клубівкою, Білевим, Тернавкою, Новим Селом, Радошівкою та ін. В Ізяславі по вулиці Онищука розташовується автобусний вокзал. Зупинка автобусів «на Київ» — поблизу, на розі вулиць Незалежності і Онищука. Зупинка автобусів «на Нетішин» розташована на розі вулиць Шевченка і Козацької.
У місті функціонують п'ять служб таксі, що надають послуги пасажирських і вантажних перевезень: «Форсаж», «Фаворит», «Авто-Люкс», «Вояж», «Престиж».
Через Ізяслав проходить також залізниця Шепетівка — Ланівці. Залізничний вокзал Ізяслав розташовується по вулиці Вокзальній у південно-східній частині міста. Також через Ізяслав проходить рейковий автобус Хмельницький — Лепесівка.
Найближчий аеропорт знаходиться в Рівному, на відстані близько 100 км.

## Міжнародна співпраця
Міста й громади партнери:
- Острув-Мазовецька, Польща (протокол намірів)
- Брембате-ді-Сопра, Італія (протокол намірів)
- Ловеч, Болгарія[61] (угода)
- Островський повіт, Польща[62] (угода)

## Цитати
Нині тихо і порожньо в місті і у замку; власники надто рідко його відвідують; коли-неколи монотонну містечкову тишу перериває відгук поштаревого дзвоника, прогуркоче бричка околичного шляхтича, який в справі поспішає до суду, у неділю чи на свято по церквах збереться богобійних громадка, на ринку голосно зазивають перекупки, і знову тихо і знову глухо. Така то черга всього на світі! — Тадеуш Єжи Стецький, Волинь. Статистичний, історичний і археологічний огляд

Стародавня легенда розповідає, що десь під Ізяславом, заховані скарби незліченні, щоб їх здобути, потрібно рішуче, під керівництвом сміливця, незважаючи на пожежі, провадити пошуки. Трудящі Ізяслава по-своєму реалізували легенду. Під проводом Комуністичної партії, долаючи труднощі, вони знайшли справжній скарб — радісне соціалістичне сьогодні і світле комуністичне завтра свого міста. — Леонід Коваленко, Ізяслав. Історичний нарис

Ого, таки справді — там була річка. Я тепер згадав. — Юрій Андрухович, Лексикон інтимних міст

### Про герб міста
- Гречило А. Українська міська геральдика. — Київ — Львів, 1998.
- Гречило А., Савчук Ю., Сварник І. Герби міст України (XIV — 1 пол. XX ст.). — Київ, 2001.
- Ільїнський В. З історії герба Заславля-Ізяслава // Четверта наукова геральдична конференція (Львів, 10-12 листопада 1994 року). Зб. тез повідомлень та доповідей. — Львів, 1994.
- Ільїнський В. М. До питання про походження герба Ізяслава // Велика Волинь: минуле й сучасне. — Хмельницький — Ізяслав — Шепетівка, 1994.
- Однороженко О. Князівська геральдика Волині середини XIV—XVIII ст. — Харків, 2008. ISBN 966-7409-49-X
- Панченко В. Міські та містечкові герби України. — Київ, 2000.
- (пол.) Piotr Dymmel. Ludzie i herby w dawnej Polsce. — Lublin, 1995. ISBN 8390478706

## Інтернет-ресурси
- Сайт Ізяславської міської ради [Архівовано 16 червня 2019 у Wayback Machine.]
- Сайт Ізяславської районної ради [Архівовано 20 березня 2019 у Wayback Machine.]
- Сайт Ізяславської районної державної адміністрації [Архівовано 27 грудня 2018 у Wayback Machine.]
- Облікова картка на сайті ВРУ[недоступне посилання з лютого 2019]
- Вебсайт готелю «Заслав» [Архівовано 15 липня 2017 у Wayback Machine.]